# 1981年のワールドシリーズ
1981年の野球において、メジャーリーグベースボール（MLB）優勝決定戦の第78回ワールドシリーズ（英語: 78th World Series）は、10月20日から28日にかけて計6試合が開催された。その結果、ロサンゼルス・ドジャース（ナショナルリーグ）がニューヨーク・ヤンキース（アメリカンリーグ）を4勝2敗で下し、16年ぶり5回目の優勝を果たした。
この年は、選手会が6月12日から7月31日にかけてストライキを実施したため、レギュラーシーズンがスト前・スト後の2シーズン制となり、各地区で前期・後期優勝球団による年間王者決定戦（地区シリーズ）が組まれた。年間成績ではドジャースがナショナルリーグ西地区2位、ヤンキースがアメリカンリーグ東地区3位であり、いずれも例年であればポストシーズン出場を逃す順位だが、両球団とも前期を制していたため地区シリーズに進出し、そこからリーグ優勝決定戦を経てワールドシリーズ出場権を得た。
両球団の対戦は1978年以来3年ぶりで、歴代最多11度目。前回対戦ではヤンキースが、敵地ドジャー・スタジアムでの最初の2試合に連敗したあと、4連勝で逆転優勝していた。今シリーズではドジャースが、敵地ヤンキー・スタジアムでの最初の2試合に連敗したあと、4連勝で逆転優勝するという、前回対戦と正反対の結果でやり返した。ドジャースが連敗スタートから優勝するのは、1955年と1965年に次いで今回が3回目である。シリーズMVPには、ドジャースから以下の3選手が選出された。
- ロン・セイ：6試合で打率.350・1本塁打・6打点・OPS.958を記録。第3戦では1点リードの8回表、三塁守備で相手のバントをダイビングキャッチし、併殺を完成させて逆転阻止に一役買う
- ペドロ・ゲレーロ：6試合で打率.333・2本塁打・7打点・OPS 1.179を記録。優勝を決めた第6戦で3安打5打点を挙げる
- スティーブ・イェーガー：6試合で打率.286・2本塁打・4打点・OPS 1.052を記録。第4戦・第5戦の2試合連続で7回裏に勝ち越し打を放つ

ワールドシリーズでは1976年から指名打者（DH）制度が導入され、1985年までの10年間は、偶数年は全試合で採用、奇数年は全試合で不採用とされていた。したがって今シリーズでは、DH制は採用されていない。

## 試合結果
1981年のワールドシリーズは10月20日に開幕し、途中に移動日と雨天順延を挟んで9日間で6試合が行われた。日程・結果は以下の通り。
| 日付                                                     | 試合  | ビジター球団（先攻）     | スコア   | ホーム球団（後攻）       | 開催球場             | 開催球場                                 |
| -------------------------------------------------------- | ----- | ------------------------ | -------- | ------------------------ | -------------------- | ---------------------------------------- |
| 10月20日（火）                                           | 第1戦 | ロサンゼルス・ドジャース | 3－5     | ニューヨーク・ヤンキース | ヤンキー・スタジアム | ヤンキー・スタジアムドジャー・スタジアム |
| 10月21日（水）                                           | 第2戦 | ロサンゼルス・ドジャース | 0－3     | ニューヨーク・ヤンキース | ヤンキー・スタジアム | ヤンキー・スタジアムドジャー・スタジアム |
| 10月22日（木）                                           |       | 移動日                   | 移動日   | 移動日                   |                      | ヤンキー・スタジアムドジャー・スタジアム |
| 10月23日（金）                                           | 第3戦 | ニューヨーク・ヤンキース | 4－5     | ロサンゼルス・ドジャース | ドジャー・スタジアム | ヤンキー・スタジアムドジャー・スタジアム |
| 10月24日（土）                                           | 第4戦 | ニューヨーク・ヤンキース | 7－8     | ロサンゼルス・ドジャース | ドジャー・スタジアム | ヤンキー・スタジアムドジャー・スタジアム |
| 10月25日（日）                                           | 第5戦 | ニューヨーク・ヤンキース | 1－2     | ロサンゼルス・ドジャース | ドジャー・スタジアム | ヤンキー・スタジアムドジャー・スタジアム |
| 10月26日（月）                                           |       | 移動日                   | 移動日   | 移動日                   |                      | ヤンキー・スタジアムドジャー・スタジアム |
| 10月27日（火）                                           | 第6戦 | 雨天順延                 | 雨天順延 | 雨天順延                 | ヤンキー・スタジアム | ヤンキー・スタジアムドジャー・スタジアム |
| 10月28日（水）                                           | 第6戦 | ロサンゼルス・ドジャース | 9－2     | ニューヨーク・ヤンキース | ヤンキー・スタジアム | ヤンキー・スタジアムドジャー・スタジアム |
| 優勝：ロサンゼルス・ドジャース（4勝2敗 / 16年ぶり5度目） |       |                          |          |                          |                      | ヤンキー・スタジアムドジャー・スタジアム |

### 第1戦 10月20日
- ヤンキー・スタジアム（ニューヨーク州ニューヨーク市ブロンクス区）

|                          | 1 | 2 | 3 | 4 | 5 | 6 | 7 | 8 | 9 | R | H | E |
| ------------------------ | - | - | - | - | - | - | - | - | - | - | - | - |
| ロサンゼルス・ドジャース | 0 | 0 | 0 | 0 | 1 | 0 | 0 | 2 | 0 | 3 | 5 | 0 |
| ニューヨーク・ヤンキース | 3 | 0 | 1 | 1 | 0 | 0 | 0 | 0 | X | 5 | 6 | 0 |

1. 勝利：ロン・ギドリー（1勝）
2. セーブ：リッチ・ゴセージ（1S）
3. 敗戦：ジェリー・ロイス（1敗）
4. 本塁打
LAD：スティーブ・イェーガー1号ソロ
NYY：ボブ・ワトソン1号3ラン
5. 審判
［球審］ラリー・バーネット（AL）
［塁審］一塁: ニック・コロシ（NL）、二塁: テリー・クーニー（AL）、三塁: ダグ・ハーヴェイ（NL）
［外審］左翼: リッチ・ガルシア（AL）、右翼: ディック・ステーロ（NL）
6. 夜間試合  試合時間: 2時間32分  観客: 5万6470人
詳細: MLB.com Gameday / Baseball-Reference.com

| ロサンゼルス・ドジャース | ロサンゼルス・ドジャース | ロサンゼルス・ドジャース | ロサンゼルス・ドジャース | ロサンゼルス・ドジャース                                                                        | ニューヨーク・ヤンキース | ニューヨーク・ヤンキース | ニューヨーク・ヤンキース | ニューヨーク・ヤンキース | ニューヨーク・ヤンキース                                                                                           |
| ------------------------ | ------------------------ | ------------------------ | ------------------------ | ----------------------------------------------------------------------------------------------- | ------------------------ | ------------------------ | ------------------------ | ------------------------ | --- |
| 打順                     | 守備                     | 選手                     | 打席                     | J・ロイスS・イェーガーS・ガービーD・ロープスR・セイB・ラッセルD・ベイカーP・ゲレーロR・マンデイ | 打順                     | 守備                     | 選手                     | 打席                     | R・ギドリーR・セローンB・ワトソンW・ランドルフG・ネトルズL・ミルボーンD・ウィン · フィールドJ・マンフリーL・ピネラ |
| 1                        | 二                       | D・ロープス              | 右                       | J・ロイスS・イェーガーS・ガービーD・ロープスR・セイB・ラッセルD・ベイカーP・ゲレーロR・マンデイ | 1                        | 二                       | W・ランドルフ            | 右                       | R・ギドリーR・セローンB・ワトソンW・ランドルフG・ネトルズL・ミルボーンD・ウィン · フィールドJ・マンフリーL・ピネラ |
| 2                        | 遊                       | B・ラッセル              | 右                       | J・ロイスS・イェーガーS・ガービーD・ロープスR・セイB・ラッセルD・ベイカーP・ゲレーロR・マンデイ | 2                        | 中                       | J・マンフリー            | 両                       | R・ギドリーR・セローンB・ワトソンW・ランドルフG・ネトルズL・ミルボーンD・ウィン · フィールドJ・マンフリーL・ピネラ |
| 3                        | 左                       | D・ベイカー              | 右                       | J・ロイスS・イェーガーS・ガービーD・ロープスR・セイB・ラッセルD・ベイカーP・ゲレーロR・マンデイ | 3                        | 左                       | D・ウィンフィールド      | 右                       | R・ギドリーR・セローンB・ワトソンW・ランドルフG・ネトルズL・ミルボーンD・ウィン · フィールドJ・マンフリーL・ピネラ |
| 4                        | 一                       | S・ガービー              | 右                       | J・ロイスS・イェーガーS・ガービーD・ロープスR・セイB・ラッセルD・ベイカーP・ゲレーロR・マンデイ | 4                        | 右                       | L・ピネラ                | 右                       | R・ギドリーR・セローンB・ワトソンW・ランドルフG・ネトルズL・ミルボーンD・ウィン · フィールドJ・マンフリーL・ピネラ |
| 5                        | 三                       | R・セイ                  | 右                       | J・ロイスS・イェーガーS・ガービーD・ロープスR・セイB・ラッセルD・ベイカーP・ゲレーロR・マンデイ | 5                        | 一                       | B・ワトソン              | 右                       | R・ギドリーR・セローンB・ワトソンW・ランドルフG・ネトルズL・ミルボーンD・ウィン · フィールドJ・マンフリーL・ピネラ |
| 6                        | 中                       | P・ゲレーロ              | 右                       | J・ロイスS・イェーガーS・ガービーD・ロープスR・セイB・ラッセルD・ベイカーP・ゲレーロR・マンデイ | 6                        | 三                       | G・ネトルズ              | 左                       | R・ギドリーR・セローンB・ワトソンW・ランドルフG・ネトルズL・ミルボーンD・ウィン · フィールドJ・マンフリーL・ピネラ |
| 7                        | 右                       | R・マンデイ              | 左                       | J・ロイスS・イェーガーS・ガービーD・ロープスR・セイB・ラッセルD・ベイカーP・ゲレーロR・マンデイ | 7                        | 捕                       | R・セローン              | 右                       | R・ギドリーR・セローンB・ワトソンW・ランドルフG・ネトルズL・ミルボーンD・ウィン · フィールドJ・マンフリーL・ピネラ |
| 8                        | 捕                       | S・イェーガー            | 右                       | J・ロイスS・イェーガーS・ガービーD・ロープスR・セイB・ラッセルD・ベイカーP・ゲレーロR・マンデイ | 8                        | 遊                       | L・ミルボーン            | 両                       | R・ギドリーR・セローンB・ワトソンW・ランドルフG・ネトルズL・ミルボーンD・ウィン · フィールドJ・マンフリーL・ピネラ |
| 9                        | 投                       | J・ロイス                | 左                       | J・ロイスS・イェーガーS・ガービーD・ロープスR・セイB・ラッセルD・ベイカーP・ゲレーロR・マンデイ | 9                        | 投                       | R・ギドリー              | 左                       | R・ギドリーR・セローンB・ワトソンW・ランドルフG・ネトルズL・ミルボーンD・ウィン · フィールドJ・マンフリーL・ピネラ |
| 先発投手                 | 先発投手                 | 先発投手                 | 投球                     | J・ロイスS・イェーガーS・ガービーD・ロープスR・セイB・ラッセルD・ベイカーP・ゲレーロR・マンデイ | 先発投手                 | 先発投手                 | 先発投手                 | 投球                     | R・ギドリーR・セローンB・ワトソンW・ランドルフG・ネトルズL・ミルボーンD・ウィン · フィールドJ・マンフリーL・ピネラ |
| J・ロイス                | J・ロイス                | J・ロイス                | 左                       | J・ロイスS・イェーガーS・ガービーD・ロープスR・セイB・ラッセルD・ベイカーP・ゲレーロR・マンデイ | R・ギドリー              | R・ギドリー              | R・ギドリー              | 左                       | R・ギドリーR・セローンB・ワトソンW・ランドルフG・ネトルズL・ミルボーンD・ウィン · フィールドJ・マンフリーL・ピネラ |

ヤンキースは初回裏、4番ルー・ピネラのエンタイトル二塁打などで二死二・三塁の好機を作り、5番ボブ・ワトソンが右中間へ本塁打を放って3点を先制する。3回裏にも、二死から一塁走者ジェリー・マンフリーが盗塁し、ピネラが適時打で還して、ドジャースの先発投手ジェリー・ロイスをイニング途中で降板に追い込んだ。2番手投手ボビー・カスティーヨは制球が定まらず、4回裏に3与四球で二死満塁の危機を招くと、3番デーブ・ウィンフィールドにも四球を与えて押し出しで5点目を献上した。
ドジャースは直後の5回表に8番スティーブ・イェーガーのソロ本塁打で1点を返す。さらに8回表には、ヤンキース2番手ロン・デービスの2与四球で無死一・二塁と得点圏へ走者を進める。ここでヤンキースが抑え投手リッチ・ゴセージを投入するも、ドジャースは代打ジェイ・ジョンストンの適時打と3番ダスティ・ベイカーの犠牲フライで2点を加え、2点差に詰め寄った。しかし4番スティーブ・ガービーと5番ロン・セイが打ち取られ、ドジャースの反撃はここで潰えた。最後はゴセージが9回表を三者凡退で締め、ヤンキースが初戦を制した。

### 第2戦 10月21日
- ヤンキー・スタジアム（ニューヨーク州ニューヨーク市ブロンクス区）

|                          | 1 | 2 | 3 | 4 | 5 | 6 | 7 | 8 | 9 | R | H | E |
| ------------------------ | - | - | - | - | - | - | - | - | - | - | - | - |
| ロサンゼルス・ドジャース | 0 | 0 | 0 | 0 | 0 | 0 | 0 | 0 | 0 | 0 | 4 | 2 |
| ニューヨーク・ヤンキース | 0 | 0 | 0 | 0 | 1 | 0 | 0 | 2 | X | 3 | 6 | 1 |

1. 勝利：トミー・ジョン（1勝）
2. セーブ：リッチ・ゴセージ（2S）
3. 敗戦：バート・フートン（1敗）
4. 審判
［球審］ニック・コロシ（NL）
［塁審］一塁: テリー・クーニー（AL）、二塁: ダグ・ハーヴェイ（NL）、三塁: リッチ・ガルシア（AL）
［外審］左翼: ディック・ステーロ（NL）、右翼: ラリー・バーネット（AL）
5. 夜間試合  試合時間: 2時間29分  観客: 5万6505人
詳細: MLB.com Gameday / Baseball-Reference.com

| ロサンゼルス・ドジャース | ロサンゼルス・ドジャース | ロサンゼルス・ドジャース | ロサンゼルス・ドジャース | ロサンゼルス・ドジャース                                                                            | ニューヨーク・ヤンキース | ニューヨーク・ヤンキース | ニューヨーク・ヤンキース | ニューヨーク・ヤンキース | ニューヨーク・ヤンキース                                                                                             |
| ------------------------ | ------------------------ | ------------------------ | ------------------------ | --------------------------------------------------------------------------------------------------- | ------------------------ | ------------------------ | ------------------------ | ------------------------ | --- |
| 打順                     | 守備                     | 選手                     | 打席                     | B・フートンS・イェーガーS・ガービーD・ロープスR・セイB・ラッセルD・ベイカーK・ランドローP・ゲレーロ | 打順                     | 守備                     | 選手                     | 打席                     | T・ジョンR・セローンB・ワトソンW・ランドルフG・ネトルズL・ミルボーンD・ウィン · フィールドJ・マンフリーO・ギャンブル |
| 1                        | 二                       | D・ロープス              | 右                       | B・フートンS・イェーガーS・ガービーD・ロープスR・セイB・ラッセルD・ベイカーK・ランドローP・ゲレーロ | 1                        | 中                       | J・マンフリー            | 両                       | T・ジョンR・セローンB・ワトソンW・ランドルフG・ネトルズL・ミルボーンD・ウィン · フィールドJ・マンフリーO・ギャンブル |
| 2                        | 遊                       | B・ラッセル              | 右                       | B・フートンS・イェーガーS・ガービーD・ロープスR・セイB・ラッセルD・ベイカーK・ランドローP・ゲレーロ | 2                        | 遊                       | L・ミルボーン            | 両                       | T・ジョンR・セローンB・ワトソンW・ランドルフG・ネトルズL・ミルボーンD・ウィン · フィールドJ・マンフリーO・ギャンブル |
| 3                        | 左                       | D・ベイカー              | 右                       | B・フートンS・イェーガーS・ガービーD・ロープスR・セイB・ラッセルD・ベイカーK・ランドローP・ゲレーロ | 3                        | 左                       | D・ウィンフィールド      | 右                       | T・ジョンR・セローンB・ワトソンW・ランドルフG・ネトルズL・ミルボーンD・ウィン · フィールドJ・マンフリーO・ギャンブル |
| 4                        | 一                       | S・ガービー              | 右                       | B・フートンS・イェーガーS・ガービーD・ロープスR・セイB・ラッセルD・ベイカーK・ランドローP・ゲレーロ | 4                        | 右                       | O・ギャンブル            | 左                       | T・ジョンR・セローンB・ワトソンW・ランドルフG・ネトルズL・ミルボーンD・ウィン · フィールドJ・マンフリーO・ギャンブル |
| 5                        | 三                       | R・セイ                  | 右                       | B・フートンS・イェーガーS・ガービーD・ロープスR・セイB・ラッセルD・ベイカーK・ランドローP・ゲレーロ | 5                        | 三                       | G・ネトルズ              | 左                       | T・ジョンR・セローンB・ワトソンW・ランドルフG・ネトルズL・ミルボーンD・ウィン · フィールドJ・マンフリーO・ギャンブル |
| 6                        | 右                       | P・ゲレーロ              | 右                       | B・フートンS・イェーガーS・ガービーD・ロープスR・セイB・ラッセルD・ベイカーK・ランドローP・ゲレーロ | 6                        | 一                       | B・ワトソン              | 右                       | T・ジョンR・セローンB・ワトソンW・ランドルフG・ネトルズL・ミルボーンD・ウィン · フィールドJ・マンフリーO・ギャンブル |
| 7                        | 中                       | K・ランドロー            | 左                       | B・フートンS・イェーガーS・ガービーD・ロープスR・セイB・ラッセルD・ベイカーK・ランドローP・ゲレーロ | 7                        | 捕                       | R・セローン              | 右                       | T・ジョンR・セローンB・ワトソンW・ランドルフG・ネトルズL・ミルボーンD・ウィン · フィールドJ・マンフリーO・ギャンブル |
| 8                        | 捕                       | S・イェーガー            | 右                       | B・フートンS・イェーガーS・ガービーD・ロープスR・セイB・ラッセルD・ベイカーK・ランドローP・ゲレーロ | 8                        | 二                       | W・ランドルフ            | 右                       | T・ジョンR・セローンB・ワトソンW・ランドルフG・ネトルズL・ミルボーンD・ウィン · フィールドJ・マンフリーO・ギャンブル |
| 9                        | 投                       | B・フートン              | 右                       | B・フートンS・イェーガーS・ガービーD・ロープスR・セイB・ラッセルD・ベイカーK・ランドローP・ゲレーロ | 9                        | 投                       | T・ジョン                | 右                       | T・ジョンR・セローンB・ワトソンW・ランドルフG・ネトルズL・ミルボーンD・ウィン · フィールドJ・マンフリーO・ギャンブル |
| 先発投手                 | 先発投手                 | 先発投手                 | 投球                     | B・フートンS・イェーガーS・ガービーD・ロープスR・セイB・ラッセルD・ベイカーK・ランドローP・ゲレーロ | 先発投手                 | 先発投手                 | 先発投手                 | 投球                     | T・ジョンR・セローンB・ワトソンW・ランドルフG・ネトルズL・ミルボーンD・ウィン · フィールドJ・マンフリーO・ギャンブル |
| B・フートン              | B・フートン              | B・フートン              | 右                       | B・フートンS・イェーガーS・ガービーD・ロープスR・セイB・ラッセルD・ベイカーK・ランドローP・ゲレーロ | T・ジョン                | T・ジョン                | T・ジョン                | 左                       | T・ジョンR・セローンB・ワトソンW・ランドルフG・ネトルズL・ミルボーンD・ウィン · フィールドJ・マンフリーO・ギャンブル |

ヤンキースの先発投手トミー・ジョンは最初の4イニングでひとりの出塁も許さず、一方ドジャースの先発投手バート・フートンも無失点で4回裏までを投げ終える。5回表、ジョンは先頭打者スティーブ・ガービーの中前打で初めて走者を背負い、それをきっかけに一死一・三塁の危機を招くが無失点で切り抜ける。その裏、フートンも味方二塁手デイビー・ロープスの失策などで一死二塁とされた。ここで1番ジェリー・マンフリーは中飛に打ち取ったものの、2番ラリー・ミルボーンに左翼線を破る二塁打を許し1点を先制された。7回裏、フートンは先頭打者リック・セローンから2者連続四球を与えたところで降板する。2番手テリー・フォースターは、一死満塁から2番ミルボーンを遊ゴロ併殺に仕留めて無失点で乗り切った。8回表からはヤンキースも、ジョンに代えてリッチ・ゴセージを登板させ、両チームとも継投に入った。
ヤンキースは8回裏、ドジャース3番手のスティーヴ・ハウから代打ルー・ピネラと5番グレイグ・ネトルズの連打で、一死一・二塁と走者を溜めた。ドジャースはデーブ・スチュワートをマウンドへ送ったが、ヤンキースはボブ・ワトソンの適時左前打で2点目を挙げ、さらに満塁として8番ウィリー・ランドルフの犠牲フライで3点目も加えた。9回表はゴセージが0点に封じて3－0で試合終了、ヤンキースが本拠地ヤンキー・スタジアムで連勝した。

### 第3戦 10月23日
- ドジャー・スタジアム（カリフォルニア州ロサンゼルス）

|                          | 1 | 2 | 3 | 4 | 5 | 6 | 7 | 8 | 9 | R | H  | E |
| ------------------------ | - | - | - | - | - | - | - | - | - | - | -- | - |
| ニューヨーク・ヤンキース | 0 | 2 | 2 | 0 | 0 | 0 | 0 | 0 | 0 | 4 | 9  | 0 |
| ロサンゼルス・ドジャース | 3 | 0 | 0 | 0 | 2 | 0 | 0 | 0 | X | 5 | 11 | 1 |

1. 勝利：フェルナンド・バレンズエラ（1勝）
2. 敗戦：ジョージ・フレイジャー（1敗）
3. 本塁打
NYY：ボブ・ワトソン2号ソロ、リック・セローン1号2ラン
LAD：ロン・セイ1号3ラン
4. 審判
［球審］テリー・クーニー（AL）
［塁審］一塁: ダグ・ハーヴェイ（NL）、二塁: リッチ・ガルシア（AL）、三塁: ディック・ステーロ（NL）
［外審］左翼: ラリー・バーネット（AL）、右翼: ニック・コロシ（NL）
5. 夜間試合  試合時間: 3時間4分  観客: 5万6236人
詳細: MLB.com Gameday / Baseball-Reference.com

| ニューヨーク・ヤンキース | ニューヨーク・ヤンキース | ニューヨーク・ヤンキース | ニューヨーク・ヤンキース | ニューヨーク・ヤンキース                                                                                               | ロサンゼルス・ドジャース | ロサンゼルス・ドジャース | ロサンゼルス・ドジャース | ロサンゼルス・ドジャース | ロサンゼルス・ドジャース                                                                              |
| ------------------------ | ------------------------ | ------------------------ | ------------------------ | --- | ------------------------ | ------------------------ | ------------------------ | ------------------------ | --- |
| 打順                     | 守備                     | 選手                     | 打席                     | D・リゲッティR・セローンB・ワトソンW・ランドルフA・ロドリゲスL・ミルボーンD・ウィン · フィールドJ・マンフリーL・ピネラ | 打順                     | 守備                     | 選手                     | 打席                     | F・バレンズエラS・イェーガーS・ガービーD・ロープスR・セイB・ラッセルD・ベイカーP・ゲレーロR・マンデイ |
| 1                        | 二                       | W・ランドルフ            | 右                       | D・リゲッティR・セローンB・ワトソンW・ランドルフA・ロドリゲスL・ミルボーンD・ウィン · フィールドJ・マンフリーL・ピネラ | 1                        | 二                       | D・ロープス              | 右                       | F・バレンズエラS・イェーガーS・ガービーD・ロープスR・セイB・ラッセルD・ベイカーP・ゲレーロR・マンデイ |
| 2                        | 中                       | J・マンフリー            | 両                       | D・リゲッティR・セローンB・ワトソンW・ランドルフA・ロドリゲスL・ミルボーンD・ウィン · フィールドJ・マンフリーL・ピネラ | 2                        | 遊                       | B・ラッセル              | 右                       | F・バレンズエラS・イェーガーS・ガービーD・ロープスR・セイB・ラッセルD・ベイカーP・ゲレーロR・マンデイ |
| 3                        | 左                       | D・ウィンフィールド      | 右                       | D・リゲッティR・セローンB・ワトソンW・ランドルフA・ロドリゲスL・ミルボーンD・ウィン · フィールドJ・マンフリーL・ピネラ | 3                        | 左                       | D・ベイカー              | 右                       | F・バレンズエラS・イェーガーS・ガービーD・ロープスR・セイB・ラッセルD・ベイカーP・ゲレーロR・マンデイ |
| 4                        | 右                       | L・ピネラ                | 右                       | D・リゲッティR・セローンB・ワトソンW・ランドルフA・ロドリゲスL・ミルボーンD・ウィン · フィールドJ・マンフリーL・ピネラ | 4                        | 一                       | S・ガービー              | 右                       | F・バレンズエラS・イェーガーS・ガービーD・ロープスR・セイB・ラッセルD・ベイカーP・ゲレーロR・マンデイ |
| 5                        | 一                       | B・ワトソン              | 右                       | D・リゲッティR・セローンB・ワトソンW・ランドルフA・ロドリゲスL・ミルボーンD・ウィン · フィールドJ・マンフリーL・ピネラ | 5                        | 三                       | R・セイ                  | 右                       | F・バレンズエラS・イェーガーS・ガービーD・ロープスR・セイB・ラッセルD・ベイカーP・ゲレーロR・マンデイ |
| 6                        | 捕                       | R・セローン              | 右                       | D・リゲッティR・セローンB・ワトソンW・ランドルフA・ロドリゲスL・ミルボーンD・ウィン · フィールドJ・マンフリーL・ピネラ | 6                        | 中                       | P・ゲレーロ              | 右                       | F・バレンズエラS・イェーガーS・ガービーD・ロープスR・セイB・ラッセルD・ベイカーP・ゲレーロR・マンデイ |
| 7                        | 三                       | A・ロドリゲス            | 右                       | D・リゲッティR・セローンB・ワトソンW・ランドルフA・ロドリゲスL・ミルボーンD・ウィン · フィールドJ・マンフリーL・ピネラ | 7                        | 右                       | R・マンデイ              | 左                       | F・バレンズエラS・イェーガーS・ガービーD・ロープスR・セイB・ラッセルD・ベイカーP・ゲレーロR・マンデイ |
| 8                        | 遊                       | L・ミルボーン            | 両                       | D・リゲッティR・セローンB・ワトソンW・ランドルフA・ロドリゲスL・ミルボーンD・ウィン · フィールドJ・マンフリーL・ピネラ | 8                        | 捕                       | S・イェーガー            | 右                       | F・バレンズエラS・イェーガーS・ガービーD・ロープスR・セイB・ラッセルD・ベイカーP・ゲレーロR・マンデイ |
| 9                        | 投                       | D・リゲッティ            | 左                       | D・リゲッティR・セローンB・ワトソンW・ランドルフA・ロドリゲスL・ミルボーンD・ウィン · フィールドJ・マンフリーL・ピネラ | 9                        | 投                       | F・バレンズエラ          | 左                       | F・バレンズエラS・イェーガーS・ガービーD・ロープスR・セイB・ラッセルD・ベイカーP・ゲレーロR・マンデイ |
| 先発投手                 | 先発投手                 | 先発投手                 | 投球                     | D・リゲッティR・セローンB・ワトソンW・ランドルフA・ロドリゲスL・ミルボーンD・ウィン · フィールドJ・マンフリーL・ピネラ | 先発投手                 | 先発投手                 | 先発投手                 | 投球                     | F・バレンズエラS・イェーガーS・ガービーD・ロープスR・セイB・ラッセルD・ベイカーP・ゲレーロR・マンデイ |
| D・リゲッティ            | D・リゲッティ            | D・リゲッティ            | 左                       | D・リゲッティR・セローンB・ワトソンW・ランドルフA・ロドリゲスL・ミルボーンD・ウィン · フィールドJ・マンフリーL・ピネラ | F・バレンズエラ          | F・バレンズエラ          | F・バレンズエラ          | 左                       | F・バレンズエラS・イェーガーS・ガービーD・ロープスR・セイB・ラッセルD・ベイカーP・ゲレーロR・マンデイ |

先発投手は、ドジャースがフェルナンド・バレンズエラ、ヤンキースがデイブ・リゲッティ。ともに今シリーズ終了後、それぞれのリーグで新人王を受賞することになるふたりである。しかしこの日は、リゲッティが初回裏から5番ロン・セイに3点本塁打を浴びると、バレンズエラも直後の2回表に2失点し、3回表には6番リック・セローンの2点本塁打で逆転される。ここでドジャース監督のトミー・ラソーダがダグアウトから出てきたため、バレンズエラは「いったん間をとるだけなら、いつもは（投手コーチの）ロン・ペラノスキーが出てくるのに」と降板を覚悟したが、ラソーダはバレンズエラの母国語であるスペイン語で「これ以上の点を相手にやらなかったら、この試合は俺たちが勝つぞ」と告げて続投させた。これに対してヤンキースは、3回裏の途中でリゲッティを諦めてジョージ・フレイジャーに継投した。
5回表、バレンズエラは先頭打者ボブ・ワトソンのエンタイトル二塁打をきっかけに二死三塁とされる。ドジャースは8番ラリー・ミルボーンを敬遠したが、ヤンキースは投手のフレイジャーの打順で代打を送らず、フレイジャーは3球三振で無得点に終わった。その裏、ドジャース打線がフレイジャーから無死一・二塁の好機を作り、6番ペドロ・ゲレーロの二塁打で同点に追いつく。ゲレーロはいったんバントの構えを見せ、三塁手アウレリオ・ロドリゲスが前進してきたところでバットを引いて叩きつけたため、打球が高く跳ねてロドリゲスの頭を越えた。二・三塁と一塁が空いたため、ヤンキースは7番リック・マンデイを敬遠して満塁策を採り、途中出場の左打者マイク・ソーシアの打順に左投手ルディ・メイを投入した。ソーシアはニゴロ併殺に倒れたが、その間に三塁走者セイが生還し、ドジャースが再逆転した。
バレンズエラは8回表、先頭打者ロドリゲスからの2連打で走者を得点圏に背負う。投手のメイに打順がまわり、ヤンキースは代打にボビー・マーサーを起用した。だがマーサーは初球、バントを試みて三塁方向へ小飛球を打ち上げ、三塁手セイがダイビングキャッチする。さらに一塁走者ミルボーンも飛び出していて戻れず、セイの一塁送球でアウトとなり併殺となった。バレンズエラは1番ウィリー・ランドルフも打ち取ってこの危機を乗り越えると、9回表は三者凡退に抑えて1点リードを守り抜き完投、ドジャースに今シリーズ初勝利をもたらした。バレンズエラの投球数は147球にのぼった。

### 第4戦 10月24日
- ドジャー・スタジアム（カリフォルニア州ロサンゼルス）

|                          | 1 | 2 | 3 | 4 | 5 | 6 | 7 | 8 | 9 | R | H  | E |
| ------------------------ | - | - | - | - | - | - | - | - | - | - | -- | - |
| ニューヨーク・ヤンキース | 2 | 1 | 1 | 0 | 0 | 2 | 0 | 1 | 0 | 7 | 13 | 1 |
| ロサンゼルス・ドジャース | 0 | 0 | 2 | 0 | 1 | 3 | 2 | 0 | X | 8 | 14 | 2 |

1. 勝利：スティーヴ・ハウ（1勝）
2. 敗戦：ジョージ・フレイジャー（2敗）
3. 本塁打
NYY：ウィリー・ランドルフ1号ソロ、レジー・ジャクソン1号ソロ
LAD：ジェイ・ジョンストン1号2ラン
4. 審判
［球審］ダグ・ハーヴェイ（NL）
［塁審］一塁: リッチ・ガルシア（AL）、二塁: ディック・ステーロ（NL）、三塁: ラリー・バーネット（AL）
［外審］左翼: ニック・コロシ（NL）、右翼: テリー・クーニー（AL）
5. 昼間試合  試合時間: 3時間32分  観客: 5万6242人
詳細: MLB.com Gameday / Baseball-Reference.com

| ニューヨーク・ヤンキース | ニューヨーク・ヤンキース | ニューヨーク・ヤンキース | ニューヨーク・ヤンキース | ニューヨーク・ヤンキース                                                                                                | ロサンゼルス・ドジャース | ロサンゼルス・ドジャース | ロサンゼルス・ドジャース | ロサンゼルス・ドジャース | ロサンゼルス・ドジャース                                                                        |
| ------------------------ | ------------------------ | ------------------------ | ------------------------ | --- | ------------------------ | ------------------------ | ------------------------ | ------------------------ | ----------------------------------------------------------------------------------------------- |
| 打順                     | 守備                     | 選手                     | 打席                     | R・ラッシェルR・セローンB・ワトソンW・ランドルフA・ロドリゲスL・ミルボーンO・ギャンブルD・ウィンフィールドR・ジャクソン | 打順                     | 守備                     | 選手                     | 打席                     | B・ウェルチM・ソーシアS・ガービーD・ロープスR・セイB・ラッセルD・ベイカーP・ゲレーロR・マンデイ |
| 1                        | 二                       | W・ランドルフ            | 右                       | R・ラッシェルR・セローンB・ワトソンW・ランドルフA・ロドリゲスL・ミルボーンO・ギャンブルD・ウィンフィールドR・ジャクソン | 1                        | 二                       | D・ロープス              | 右                       | B・ウェルチM・ソーシアS・ガービーD・ロープスR・セイB・ラッセルD・ベイカーP・ゲレーロR・マンデイ |
| 2                        | 遊                       | L・ミルボーン            | 両                       | R・ラッシェルR・セローンB・ワトソンW・ランドルフA・ロドリゲスL・ミルボーンO・ギャンブルD・ウィンフィールドR・ジャクソン | 2                        | 遊                       | B・ラッセル              | 右                       | B・ウェルチM・ソーシアS・ガービーD・ロープスR・セイB・ラッセルD・ベイカーP・ゲレーロR・マンデイ |
| 3                        | 中                       | D・ウィンフィールド      | 右                       | R・ラッシェルR・セローンB・ワトソンW・ランドルフA・ロドリゲスL・ミルボーンO・ギャンブルD・ウィンフィールドR・ジャクソン | 3                        | 一                       | S・ガービー              | 右                       | B・ウェルチM・ソーシアS・ガービーD・ロープスR・セイB・ラッセルD・ベイカーP・ゲレーロR・マンデイ |
| 4                        | 右                       | R・ジャクソン            | 左                       | R・ラッシェルR・セローンB・ワトソンW・ランドルフA・ロドリゲスL・ミルボーンO・ギャンブルD・ウィンフィールドR・ジャクソン | 4                        | 三                       | R・セイ                  | 右                       | B・ウェルチM・ソーシアS・ガービーD・ロープスR・セイB・ラッセルD・ベイカーP・ゲレーロR・マンデイ |
| 5                        | 左                       | O・ギャンブル            | 左                       | R・ラッシェルR・セローンB・ワトソンW・ランドルフA・ロドリゲスL・ミルボーンO・ギャンブルD・ウィンフィールドR・ジャクソン | 5                        | 左                       | D・ベイカー              | 右                       | B・ウェルチM・ソーシアS・ガービーD・ロープスR・セイB・ラッセルD・ベイカーP・ゲレーロR・マンデイ |
| 6                        | 一                       | B・ワトソン              | 右                       | R・ラッシェルR・セローンB・ワトソンW・ランドルフA・ロドリゲスL・ミルボーンO・ギャンブルD・ウィンフィールドR・ジャクソン | 6                        | 右                       | R・マンデイ              | 左                       | B・ウェルチM・ソーシアS・ガービーD・ロープスR・セイB・ラッセルD・ベイカーP・ゲレーロR・マンデイ |
| 7                        | 捕                       | R・セローン              | 右                       | R・ラッシェルR・セローンB・ワトソンW・ランドルフA・ロドリゲスL・ミルボーンO・ギャンブルD・ウィンフィールドR・ジャクソン | 7                        | 中                       | P・ゲレーロ              | 右                       | B・ウェルチM・ソーシアS・ガービーD・ロープスR・セイB・ラッセルD・ベイカーP・ゲレーロR・マンデイ |
| 8                        | 三                       | A・ロドリゲス            | 右                       | R・ラッシェルR・セローンB・ワトソンW・ランドルフA・ロドリゲスL・ミルボーンO・ギャンブルD・ウィンフィールドR・ジャクソン | 8                        | 捕                       | M・ソーシア              | 左                       | B・ウェルチM・ソーシアS・ガービーD・ロープスR・セイB・ラッセルD・ベイカーP・ゲレーロR・マンデイ |
| 9                        | 投                       | R・ラッシェル            | 右                       | R・ラッシェルR・セローンB・ワトソンW・ランドルフA・ロドリゲスL・ミルボーンO・ギャンブルD・ウィンフィールドR・ジャクソン | 9                        | 投                       | B・ウェルチ              | 右                       | B・ウェルチM・ソーシアS・ガービーD・ロープスR・セイB・ラッセルD・ベイカーP・ゲレーロR・マンデイ |
| 先発投手                 | 先発投手                 | 先発投手                 | 投球                     | R・ラッシェルR・セローンB・ワトソンW・ランドルフA・ロドリゲスL・ミルボーンO・ギャンブルD・ウィンフィールドR・ジャクソン | 先発投手                 | 先発投手                 | 先発投手                 | 投球                     | B・ウェルチM・ソーシアS・ガービーD・ロープスR・セイB・ラッセルD・ベイカーP・ゲレーロR・マンデイ |
| R・ラッシェル            | R・ラッシェル            | R・ラッシェル            | 右                       | R・ラッシェルR・セローンB・ワトソンW・ランドルフA・ロドリゲスL・ミルボーンO・ギャンブルD・ウィンフィールドR・ジャクソン | B・ウェルチ              | B・ウェルチ              | B・ウェルチ              | 右                       | B・ウェルチM・ソーシアS・ガービーD・ロープスR・セイB・ラッセルD・ベイカーP・ゲレーロR・マンデイ |

ドジャースの先発投手ボブ・ウェルチに対しヤンキース打線は初回表、先頭打者ウィリー・ランドルフが三塁打で出塁し、2番ラリー・ミルボーンの二塁打で先制点を挙げる。さらに3番デーブ・ウィンフィールドが四球、故障からこの日復帰した4番レジー・ジャクソンが左前打で続き、無死満塁とする。ドジャースはひとつのアウトも取れないままウェルチを降板させ、2番手にデーブ・ゴルツを送った。ゴルツは3打者をアウトにはしたものの、そのうち6番ボブ・ワトソンの左飛が犠牲フライとなり2点目を失った。さらに2回表には1番ランドルフのソロ本塁打、3回表には7番リック・セローンの適時打で追加点を許した。
3回裏、ドジャースが先頭打者ゴルツの代打にケン・ランドローを送ると、初球を二塁打にする。これを次打者デイビー・ロープスが右前打で還し、1点を取り返す。さらに一死一・三塁から4番ロン・セイの遊ゴロの間に、ロープスが2点目のホームを踏んだ。ドジャースは4回裏に相手先発リック・ラッシェルを降板へ追い込み、5回裏に2番手投手ルディ・メイからセイの適時打で3点目を奪って1点差に迫った。しかしヤンキースはその直後の6回表、先頭打者ランドルフが遊撃手ビル・ラッセルの失策で出塁した機を逃さず、二死一・二塁から5番オスカー・ギャンブルと6番ワトソンの連続適時打で、点差を再び3点に広げた。
6回裏、ドジャースは一死一塁で投手のトム・ニーデンフューアーに打順がまわり、代打にジェイ・ジョンストンを送る。するとジョンストンはロン・デービスから本塁打を放ち、再度1点差に詰め寄った。ワールドシリーズでの代打本塁打は、1975年シリーズでボストン・レッドソックスのバーニー・カーボが2本打って以来6年ぶりである。次打者ロープスは右方向へ飛球を打ち上げたが、これを右翼手ジャクソンが落球し、ロープスは二塁へ進む。盗塁で三塁へ進んだあと、2番ラッセルが左前打でロープスを還し、ドジャースが6－6の同点に追いついた。
続いてドジャースは7回裏、この試合で初めてリードを奪う。相手の4番手投手ジョージ・フレイジャーから無死満塁の好機を作ると、ヤンキースは第2戦先発のトミー・ジョンを中2日で救援登板させた。フレイジャーによれば、この登板にはジョン自身が驚いていたように見え、ジョンは監督のボブ・レモンに「俺はリリーフに転向する気はないが、ここで起用するとはどういうつもりだ」と詰め寄ったという。左投手のジョンに対し、ドジャースは左打者の8番マイク・ソーシアに代えて右の代打スティーブ・イェーガーを送った。イェーガーは2球目を右方向へ打ち上げ、犠牲フライでドジャースが逆転した。なおも一死一・二塁から、9番・投手のスティーヴ・ハウが犠牲バントで走者を進めると、1番ロープスの打球は三塁への内野安打となり、三塁走者リック・マンデイも生還した。ドジャースはその後、8回表にはハウが4番ジャクソンのソロ本塁打で1点差にされ、9回表にも二死一・二塁と同点の走者を得点圏に背負ったものの、最後は1番ランドルフを中飛に仕留めて逃げ切り、2勝2敗のタイに戻した。

### 第5戦 10月25日
- ドジャー・スタジアム（カリフォルニア州ロサンゼルス）

|                          | 1 | 2 | 3 | 4 | 5 | 6 | 7 | 8 | 9 | R | H | E |
| ------------------------ | - | - | - | - | - | - | - | - | - | - | - | - |
| ニューヨーク・ヤンキース | 0 | 1 | 0 | 0 | 0 | 0 | 0 | 0 | 0 | 1 | 5 | 0 |
| ロサンゼルス・ドジャース | 0 | 0 | 0 | 0 | 0 | 0 | 2 | 0 | X | 2 | 4 | 3 |

1. 勝利：ジェリー・ロイス（1勝1敗）
2. 敗戦：ロン・ギドリー（1勝1敗）
3. 本塁打
LAD：ペドロ・ゲレーロ1号ソロ、スティーブ・イェーガー2号ソロ
4. 審判
［球審］リッチ・ガルシア（AL）
［塁審］一塁: ディック・ステーロ（NL）、二塁: ラリー・バーネット（AL）、三塁: ニック・コロシ（NL）
［外審］左翼: テリー・クーニー（AL）、右翼: ダグ・ハーヴェイ（NL）
5. 昼間試合  試合時間: 2時間19分  観客: 5万6115人
詳細: MLB.com Gameday / Baseball-Reference.com

| ニューヨーク・ヤンキース | ニューヨーク・ヤンキース | ニューヨーク・ヤンキース | ニューヨーク・ヤンキース | ニューヨーク・ヤンキース                                                                                          | ロサンゼルス・ドジャース | ロサンゼルス・ドジャース | ロサンゼルス・ドジャース | ロサンゼルス・ドジャース | ロサンゼルス・ドジャース                                                                        |
| ------------------------ | ------------------------ | ------------------------ | ------------------------ | --- | ------------------------ | ------------------------ | ------------------------ | ------------------------ | ----------------------------------------------------------------------------------------------- |
| 打順                     | 守備                     | 選手                     | 打席                     | R・ギドリーR・セローンB・ワトソンW・ランドルフA・ロドリゲスL・ミルボーンL・ピネラD・ウィンフィールドR・ジャクソン | 打順                     | 守備                     | 選手                     | 打席                     | J・ロイスS・イェーガーS・ガービーD・ロープスR・セイB・ラッセルD・ベイカーD・トーマスP・ゲレーロ |
| 1                        | 二                       | W・ランドルフ            | 右                       | R・ギドリーR・セローンB・ワトソンW・ランドルフA・ロドリゲスL・ミルボーンL・ピネラD・ウィンフィールドR・ジャクソン | 1                        | 二                       | D・ロープス              | 右                       | J・ロイスS・イェーガーS・ガービーD・ロープスR・セイB・ラッセルD・ベイカーD・トーマスP・ゲレーロ |
| 2                        | 遊                       | L・ミルボーン            | 両                       | R・ギドリーR・セローンB・ワトソンW・ランドルフA・ロドリゲスL・ミルボーンL・ピネラD・ウィンフィールドR・ジャクソン | 2                        | 遊                       | B・ラッセル              | 右                       | J・ロイスS・イェーガーS・ガービーD・ロープスR・セイB・ラッセルD・ベイカーD・トーマスP・ゲレーロ |
| 3                        | 中                       | D・ウィンフィールド      | 右                       | R・ギドリーR・セローンB・ワトソンW・ランドルフA・ロドリゲスL・ミルボーンL・ピネラD・ウィンフィールドR・ジャクソン | 3                        | 一                       | S・ガービー              | 右                       | J・ロイスS・イェーガーS・ガービーD・ロープスR・セイB・ラッセルD・ベイカーD・トーマスP・ゲレーロ |
| 4                        | 右                       | R・ジャクソン            | 左                       | R・ギドリーR・セローンB・ワトソンW・ランドルフA・ロドリゲスL・ミルボーンL・ピネラD・ウィンフィールドR・ジャクソン | 4                        | 三                       | R・セイ                  | 右                       | J・ロイスS・イェーガーS・ガービーD・ロープスR・セイB・ラッセルD・ベイカーD・トーマスP・ゲレーロ |
| 5                        | 一                       | B・ワトソン              | 右                       | R・ギドリーR・セローンB・ワトソンW・ランドルフA・ロドリゲスL・ミルボーンL・ピネラD・ウィンフィールドR・ジャクソン | 5                        | 左                       | D・ベイカー              | 右                       | J・ロイスS・イェーガーS・ガービーD・ロープスR・セイB・ラッセルD・ベイカーD・トーマスP・ゲレーロ |
| 6                        | 左                       | L・ピネラ                | 右                       | R・ギドリーR・セローンB・ワトソンW・ランドルフA・ロドリゲスL・ミルボーンL・ピネラD・ウィンフィールドR・ジャクソン | 6                        | 右                       | P・ゲレーロ              | 右                       | J・ロイスS・イェーガーS・ガービーD・ロープスR・セイB・ラッセルD・ベイカーD・トーマスP・ゲレーロ |
| 7                        | 捕                       | R・セローン              | 右                       | R・ギドリーR・セローンB・ワトソンW・ランドルフA・ロドリゲスL・ミルボーンL・ピネラD・ウィンフィールドR・ジャクソン | 7                        | 捕                       | S・イェーガー            | 右                       | J・ロイスS・イェーガーS・ガービーD・ロープスR・セイB・ラッセルD・ベイカーD・トーマスP・ゲレーロ |
| 8                        | 三                       | A・ロドリゲス            | 右                       | R・ギドリーR・セローンB・ワトソンW・ランドルフA・ロドリゲスL・ミルボーンL・ピネラD・ウィンフィールドR・ジャクソン | 8                        | 中                       | D・トーマス              | 両                       | J・ロイスS・イェーガーS・ガービーD・ロープスR・セイB・ラッセルD・ベイカーD・トーマスP・ゲレーロ |
| 9                        | 投                       | R・ギドリー              | 左                       | R・ギドリーR・セローンB・ワトソンW・ランドルフA・ロドリゲスL・ミルボーンL・ピネラD・ウィンフィールドR・ジャクソン | 9                        | 投                       | J・ロイス                | 左                       | J・ロイスS・イェーガーS・ガービーD・ロープスR・セイB・ラッセルD・ベイカーD・トーマスP・ゲレーロ |
| 先発投手                 | 先発投手                 | 先発投手                 | 投球                     | R・ギドリーR・セローンB・ワトソンW・ランドルフA・ロドリゲスL・ミルボーンL・ピネラD・ウィンフィールドR・ジャクソン | 先発投手                 | 先発投手                 | 先発投手                 | 投球                     | J・ロイスS・イェーガーS・ガービーD・ロープスR・セイB・ラッセルD・ベイカーD・トーマスP・ゲレーロ |
| R・ギドリー              | R・ギドリー              | R・ギドリー              | 左                       | R・ギドリーR・セローンB・ワトソンW・ランドルフA・ロドリゲスL・ミルボーンL・ピネラD・ウィンフィールドR・ジャクソン | J・ロイス                | J・ロイス                | J・ロイス                | 左                       | J・ロイスS・イェーガーS・ガービーD・ロープスR・セイB・ラッセルD・ベイカーD・トーマスP・ゲレーロ |

ヤンキースは2回表、先頭打者レジー・ジャクソンがエンタイトル二塁打を放つと、次打者ボブ・ワトソンも相手二塁手デイビー・ロープスの失策で生き、一・三塁に。ここで6番ルー・ピネラに適時内野安打が出て三塁走者ジャクソンが生還し、ヤンキースが前日に続き先制点を挙げる。ドジャースの先発投手ジェリー・ロイスは7番リック・セローンを遊ゴロ併殺、8番アウレリオ・ロドリゲスも遊ゴロに打ち取り、この回を最小失点で終えた。
ロイスは3回表には二死一・三塁とされるが、4番ジャクソンを空振り三振に仕留める。4回表には、6番ピネラのニゴロをロープスが捕球し損ねたうえに送球も外すという1プレイ2失策が発生し、無死一・二塁となる。ここでロイスは7番セローンの遊ゴロでひとつアウトを稼ぐと、8番ロドリゲスを敬遠して満塁策を採る。9番・投手のロン・ギドリーはスクイズを試みたが、ロイスが打球を処理して三塁走者ワトソンを本塁で封殺した。1番ウィリー・ランドルフは一ゴロで3アウトとなり、ロイスは2回表の1失点のみにとどめたまま投げ進めていく。ヤンキース先発のギドリーは、自身のスクイズ失敗により援護点を加えることこそできなかったが、投球では6回裏までドジャースに三塁も踏ませなかった。
7回裏、ドジャース打線がギドリーを捉える。一死後、6番ペドロ・ゲレーロと7番スティーブ・イェーガーの連続ソロ本塁打で2－1と逆転した。監督のトミー・ラソーダと打撃コーチのマニー・モタはこのとき、左投手ギドリーの球を長く見るために打席では本塁から離れた位置に立つよう両打者に助言したが、ゲレーロが忠実に従ったのに対して、イェーガーは「興奮していて何を言われたか聴こえていなかった」という。ギドリーは、同点と勝ち越しの2者連続本塁打を浴びたシリーズ史上53年ぶり2人目の投手となった。ロイスは8回表を三者凡退で片付けると、9回表は一死から同点の走者を出したものの、最後は8番ロドリゲスを空振り三振させて完投勝利を挙げた。これでドジャースは3日続けて逆転で1点差試合をものにし、優勝に王手をかけた。

### 第6戦 10月28日
- ヤンキー・スタジアム（ニューヨーク州ニューヨーク市ブロンクス区）

|                          | 1 | 2 | 3 | 4 | 5 | 6 | 7 | 8 | 9 | R | H  | E |
| ------------------------ | - | - | - | - | - | - | - | - | - | - | -- | - |
| ロサンゼルス・ドジャース | 0 | 0 | 0 | 1 | 3 | 4 | 0 | 1 | 0 | 9 | 13 | 1 |
| ニューヨーク・ヤンキース | 0 | 0 | 1 | 0 | 0 | 1 | 0 | 0 | 0 | 2 | 7  | 2 |

1. 勝利：バート・フートン（1勝1敗）
2. セーブ：スティーヴ・ハウ（1勝1S）
3. 敗戦：ジョージ・フレイジャー（3敗）
4. 本塁打
LAD：ペドロ・ゲレーロ2号ソロ
NYY：ウィリー・ランドルフ2号ソロ
5. 審判
［球審］ディック・ステーロ（NL）
［塁審］一塁: ラリー・バーネット（AL）、二塁: ニック・コロシ（NL）、三塁: テリー・クーニー（AL）
［外審］左翼: ダグ・ハーヴェイ（NL）、右翼: リッチ・ガルシア（AL）
6. 夜間試合  試合時間: 3時間9分  観客: 5万6513人
詳細: MLB.com Gameday / Baseball-Reference.com

| ロサンゼルス・ドジャース | ロサンゼルス・ドジャース | ロサンゼルス・ドジャース | ロサンゼルス・ドジャース | ロサンゼルス・ドジャース                                                                          | ニューヨーク・ヤンキース | ニューヨーク・ヤンキース | ニューヨーク・ヤンキース | ニューヨーク・ヤンキース | ニューヨーク・ヤンキース                                                                                             |
| ------------------------ | ------------------------ | ------------------------ | ------------------------ | ------------------------------------------------------------------------------------------------- | ------------------------ | ------------------------ | ------------------------ | ------------------------ | --- |
| 打順                     | 守備                     | 選手                     | 打席                     | B・フートンS・イェーガーS・ガービーD・ロープスR・セイB・ラッセルD・ベイカーP・ゲレーロR・マンデイ | 打順                     | 守備                     | 選手                     | 打席                     | T・ジョンR・セローンB・ワトソンW・ランドルフG・ネトルズL・ミルボーンD・ウィン · フィールドJ・マンフリーR・ジャクソン |
| 1                        | 二                       | D・ロープス              | 右                       | B・フートンS・イェーガーS・ガービーD・ロープスR・セイB・ラッセルD・ベイカーP・ゲレーロR・マンデイ | 1                        | 二                       | W・ランドルフ            | 右                       | T・ジョンR・セローンB・ワトソンW・ランドルフG・ネトルズL・ミルボーンD・ウィン · フィールドJ・マンフリーR・ジャクソン |
| 2                        | 遊                       | B・ラッセル              | 右                       | B・フートンS・イェーガーS・ガービーD・ロープスR・セイB・ラッセルD・ベイカーP・ゲレーロR・マンデイ | 2                        | 中                       | J・マンフリー            | 両                       | T・ジョンR・セローンB・ワトソンW・ランドルフG・ネトルズL・ミルボーンD・ウィン · フィールドJ・マンフリーR・ジャクソン |
| 3                        | 一                       | S・ガービー              | 右                       | B・フートンS・イェーガーS・ガービーD・ロープスR・セイB・ラッセルD・ベイカーP・ゲレーロR・マンデイ | 3                        | 左                       | D・ウィンフィールド      | 右                       | T・ジョンR・セローンB・ワトソンW・ランドルフG・ネトルズL・ミルボーンD・ウィン · フィールドJ・マンフリーR・ジャクソン |
| 4                        | 三                       | R・セイ                  | 右                       | B・フートンS・イェーガーS・ガービーD・ロープスR・セイB・ラッセルD・ベイカーP・ゲレーロR・マンデイ | 4                        | 右                       | R・ジャクソン            | 左                       | T・ジョンR・セローンB・ワトソンW・ランドルフG・ネトルズL・ミルボーンD・ウィン · フィールドJ・マンフリーR・ジャクソン |
| 5                        | 左                       | D・ベイカー              | 右                       | B・フートンS・イェーガーS・ガービーD・ロープスR・セイB・ラッセルD・ベイカーP・ゲレーロR・マンデイ | 5                        | 一                       | B・ワトソン              | 右                       | T・ジョンR・セローンB・ワトソンW・ランドルフG・ネトルズL・ミルボーンD・ウィン · フィールドJ・マンフリーR・ジャクソン |
| 6                        | 中                       | P・ゲレーロ              | 右                       | B・フートンS・イェーガーS・ガービーD・ロープスR・セイB・ラッセルD・ベイカーP・ゲレーロR・マンデイ | 6                        | 三                       | G・ネトルズ              | 左                       | T・ジョンR・セローンB・ワトソンW・ランドルフG・ネトルズL・ミルボーンD・ウィン · フィールドJ・マンフリーR・ジャクソン |
| 7                        | 右                       | R・マンデイ              | 左                       | B・フートンS・イェーガーS・ガービーD・ロープスR・セイB・ラッセルD・ベイカーP・ゲレーロR・マンデイ | 7                        | 捕                       | R・セローン              | 右                       | T・ジョンR・セローンB・ワトソンW・ランドルフG・ネトルズL・ミルボーンD・ウィン · フィールドJ・マンフリーR・ジャクソン |
| 8                        | 捕                       | S・イェーガー            | 右                       | B・フートンS・イェーガーS・ガービーD・ロープスR・セイB・ラッセルD・ベイカーP・ゲレーロR・マンデイ | 8                        | 遊                       | L・ミルボーン            | 両                       | T・ジョンR・セローンB・ワトソンW・ランドルフG・ネトルズL・ミルボーンD・ウィン · フィールドJ・マンフリーR・ジャクソン |
| 9                        | 投                       | B・フートン              | 右                       | B・フートンS・イェーガーS・ガービーD・ロープスR・セイB・ラッセルD・ベイカーP・ゲレーロR・マンデイ | 9                        | 投                       | T・ジョン                | 右                       | T・ジョンR・セローンB・ワトソンW・ランドルフG・ネトルズL・ミルボーンD・ウィン · フィールドJ・マンフリーR・ジャクソン |
| 先発投手                 | 先発投手                 | 先発投手                 | 投球                     | B・フートンS・イェーガーS・ガービーD・ロープスR・セイB・ラッセルD・ベイカーP・ゲレーロR・マンデイ | 先発投手                 | 先発投手                 | 先発投手                 | 投球                     | T・ジョンR・セローンB・ワトソンW・ランドルフG・ネトルズL・ミルボーンD・ウィン · フィールドJ・マンフリーR・ジャクソン |
| B・フートン              | B・フートン              | B・フートン              | 右                       | B・フートンS・イェーガーS・ガービーD・ロープスR・セイB・ラッセルD・ベイカーP・ゲレーロR・マンデイ | T・ジョン                | T・ジョン                | T・ジョン                | 左                       | T・ジョンR・セローンB・ワトソンW・ランドルフG・ネトルズL・ミルボーンD・ウィン · フィールドJ・マンフリーR・ジャクソン |

ヤンキースは3回裏、1番ウィリー・ランドルフのソロ本塁打で先制する。しかし直後の4回表、ドジャースは二死一・二塁から8番スティーブ・イェーガーの適時打で同点にする。その裏、ヤンキースは二死一・二塁としたところで打順が9番・投手のトミー・ジョンにまわったため、ボビー・マーサーを代打に送るが、右飛に倒れ勝ち越しはならず。5回表は2番手投手ジョージ・フレイジャーを登板させる。ドジャースは先頭打者デイビー・ロープスが左前打で出塁すると、次打者ビル・ラッセルが犠牲バントで二塁へ送り、二死後4番ロン・セイの中前打でロープスを還して勝ち越した。さらに5番ダスティ・ベイカーも中前打で続き、6番ペドロ・ゲレーロの三塁打で2点を加えた。
6回表にもドジャース打線が得点を重ねた。ヤンキースの3番手投手ロン・デービスは制球が定まらず、一死後9番・投手のバート・フートンから2者連続四球で走者を溜める。2番ラッセルは左前打でフートンを還し5点目を挙げる。ヤンキースはリック・ラッシェルに継投するも、ここでドジャースの2走者が重盗を成功させ一塁が空いたため、3番スティーブ・ガービーを敬遠して満塁策を採る。ドジャースは4番ロン・セイの打順で代打デレル・トーマスを起用し、三ゴロの間に6点目を加えた。二死一・二塁で5番ベイカーは三ゴロだったが、三塁手グレイグ・ネトルズの失策でドジャースはイニング終了を免れた。そして6番ゲレーロの中前打で8－1とした。
6回裏、フートンは一死満塁の危機を招き、スティーヴ・ハウにマウンドを譲る。ハウは代打ルー・ピネラに適時打を許し1点を返されるが、後続を断って7回以降も投げ続けた。8回表には、6番ゲレーロがこの日5打点目となるソロ本塁打をルディ・メイに浴びせ、9－2とした。9回裏、二死一塁から4番レジー・ジャクソンのニゴロを二塁手ロープスが失策する。ロープスはこれで今シリーズ6個目の失策を記録し、1シリーズにおける二塁手の最多失策記録を残すこととなった。ハウは次打者ボブ・ワトソンを中飛に打ち取り試合終了、ドジャースが5度目の優勝を決めた。
フレイジャーはこの試合を含め、ヤンキースが今シリーズで敗れた4試合のうち3試合で敗戦投手となり「今シリーズはまるでブードゥー教の巫女に呪いでもかけられてたみたいだ」と振り返っている。1シリーズ3敗は、1919年シリーズのレフティ・ウィリアムズ以来史上2人目である。試合後のロッカールームでは、球団オーナーのジョージ・スタインブレナーから「若いの、これはお前の責任じゃない。お前は来年もヤンキースの一員だ、心配するな」と声をかけられたという。打者では、デーブ・ウィンフィールドが22打数1安打と不振だった。ウィンフィールドは10年2300万ドルという当時史上最大のFA契約でヤンキースに加入して、この年が1年目だった。この不振ぶりにスタインブレナーは、ポストシーズンに強かったジャクソンが "ミスター・オクトーバー"（10月男）と呼ばれたことになぞらえ、のちにウィンフィールドを "ミスター・メイ"（5月男）と揶揄した。